# الانجد (فرع العدين)

تعديل مصدري - تعديل

الانجد محلة تابعة لقرية المحاددين، التابعة لعزلة المزاحن بمديرية فرع العدين إحدى مديريات محافظة إب في الجمهورية اليمنية، بلغ تعداد سكانها 57 حسب تعداد اليمن لعام 2004.